# Codocera tuberculata
Codocera tuberculata is een keversoort uit de familie Ochodaeidae. De wetenschappelijke naam van de soort is voor het eerst geldig gepubliceerd in 1972 door Medvedev & Nikolajev.